# 고색고등학교
고색고등학교 (古索高等學校)는 대한민국 경기도 수원시 권선구 고색동에 위치한 공립 고등학교이다.

## 학교 연혁
- 2009년 3월 1일 : 초대 송수현 교장 취임 및 제1회 입학식(7학급 203명)
- 2009년 3월 12일 : 경기도교육청 교육과정특성화 수준별 이동수업 운영학교 지정
- 2011년 3월 31일 : 2012학년도 자율형 공립고등학교로 지정
- 2011년 4월 25일 : 자율형 공립고 지정
- 2012년 2월 8일 : 제1회 졸업식 (6학급 152명)
- 2012년 3월 1일 : 2012 창의․인성 모델학교 지정
- 2012년 8월 7일 : '수원시 좋은고' 선정
- 2015년 3월 2일 : 경기도교육청 혁신공감학교 지정
- 2016년 3월 2일 : 혁신공감학교 운영, 교과교실거점학교 운영
- 2016년 10월 19일 : 2017학년도 자율형 공립고등학교로 재지정(5년간)
- 2018년 2월 2일 : 제7회 졸업식(10학급 291명) (누적졸업생 1,919명)
- 2018년 3월 1일 : 교육부 지정 고교학점제 연구학교 선정(3년간)
- 2021년 3월 1일 : 고교학점제 연구학교 운영(3년), 교과특성화학교(융합) 운영(3년)
- 2021년 9월 1일 : 제5대 이동호 교장 취임
- 2024년 1월 4일 : 제13회 졸업식(10학급 208명)
- 2024년 3월 4일 : 제16회 입학식(10학급 266명)

## 참고 자료
- 고색고등학교 - 한국교육학술정보원 학교알리미